# Antimima evoluta
Antimima evoluta är en isörtsväxtart som först beskrevs av Nicholas Edward Brown, och fick sitt nu gällande namn av H. E. K. Hartmann. Antimima evoluta ingår i släktet Antimima och familjen isörtsväxter. Inga underarter finns listade i Catalogue of Life.